# Ligne de l'Ouest hanovrien
La ligne de l'Ouest hanovrien est la ligne de Löhne via Rheine à Emden, que les chemins de fer royaux hanovriens ont construite au milieu du XIXe siècle afin de desservir l'ouest du royaume de Hanovre.
La section Löhne-Rheine est exploitée par DB Netz sous la ligne 2992 Löhne (Westf) Pbf–Rheine (de) et la section Rheine-Emden sous la ligne 2931 Hamm (Westf) Pbf–Emden Rbf.

## Parcours et construction de l'itinéraire
Le développement occidental du royaume de Hanovre par voie ferroviaire commence en 1847 avec la ligne de Hanovre à Minden. Là, la ligne principale de la Compagnie des chemins de fer de Cologne-Minden relie Cologne via Hamm.
La ligne de l'Ouest hanovrien part de la ligne Hamm-Minden (de) à la gare de Löhne (de) et traverse la vallée de l'Else et de la Hase au sud des collines de Wiehen via Bünde et Melle jusqu'à Osnabrück. Comme le tronçon suivant, d'Osnabrück via Ibbenbüren jusqu'à Rheine, se trouve sur le territoire westphalien, il est construit par l'État prussien puis loué aux chemins de fer royaux hanovriens. Depuis Rheine, l'itinéraire suit l'Ems en direction du nord et passe par Salzbergen, Lingen (Ems), Meppen et Papenbourg jusqu'à Emden.
La ligne est progressivement mise en service entre 1854 et 1856. Tout d'abord, le 24 novembre 1854, la section Emden–Papenbourg est achevée. Elle est initialement située sur une île car elle n'est pas encore reliée à une autre ligne ferroviaire. Avec la mise en service du tronçon Löhne-Osnabrück le 21 novembre 1855, la gare de Hanovre (de) est inaugurée à son extrémité provisoire.
Le tronçon Papenbourg-Lingen suit le 2 mai 1856, et le 23 juin 1856, le tronçon restant d'Osnabrück à Lingen est finalement mis en service. Parallèlement à la construction de la ligne, les ateliers centraux pour l'ensemble du parcours sont installés à Lingen (de). Au cours des années suivantes, Rheine devient un nœud ferroviaire. La ligne Münster-Rheine (de) est ouverte le 27 juin 1856. En 1865, la ligne Almelo-Salzbergen (de) créé une connexion avec le réseau ferroviaire néerlandais.

## Transfert en Prusse
Après la guerre austro-prussienne, le royaume de Hanovre est annexé par la Prusse. Les chemins d'État de Hanovre devient propriété prussienne et est entièrement placé le 15 décembre 1866 sous le contrôle d'une direction royale basée à Hanovre. Le transfert de responsabilité à la « Direction royale des chemins de fer de Westphalie » a lieu le 1er janvier 1867.
La section de la ligne entre Emden et Rheine (ou, selon l'interprétation, jusqu'à Salzbergen) est ultérieurement séparée et  repris le 1er janvier 1868 par la Compagnie des chemins de fer royaux de Westphalie